# Chiesa dell'Immacolata Concezione della Beata Vergine Maria (Fossalta di Piave)
La chiesa dell'Immacolata Concezione della Beata Vergine Maria è la parrocchiale di Fossalta di Piave, in città metropolitana di Venezia e diocesi di Treviso; fa parte del vicariato di San Donà di Piave.

## Storia
La precedente chiesa di Fossalta di Piave fu costruita nel 1856 su progetto dell'architetto Giovanni Battista Meduna e consacrata il 7 ottobre 1880 dal vescovo di Treviso Giuseppe Callegari. Nel 1914 iniziarono i lavori di costruzione del campanile in stile veneziano, che fu distrutto assieme alla chiesa nel 1918 durante la prima guerra mondiale. L'attuale parrocchiale venne riedificata tra il 1920 ed il 1922 con le stesse proporzioni di quella ottocentesca; in quell'anno furono eretto il nuovo campanile ed impartita la consacrazione. L'edificio venne restaurato tra il 1984 ed il 1985. Infine, tra il 1990 ed il 1991, fu rifatto il pavimento.